# Masłowo (powiat śremski)
Masłowo – wieś w Polsce położona w województwie wielkopolskim, w powiecie śremskim, w gminie Dolsk. W latach 1975–1998 miejscowość należała administracyjnie do województwa poznańskiego.

## Położenie
Wieś położona 5 km na północny wschód od Dolska przy drodze powiatowej nr 4078 z Drzonku do Dobczyna przez Rusocin, we wsi znajduje się skrzyżowanie z drogą lokalną do Wieszczyczyna.

## Historia
Miejscowość pierwotnie była związana z Wielkopolską. Istnieje co najmniej od drugiej połowy XIV wieku i ma średniowieczną metrykę. Po raz pierwszy odnotowana została w łacińskim dokumencie z 1398 jako "Maszlovo", a później w 1402 "Maslowo", 1406 według zachowanej kopii z XV wieku "Maslouo, "Mastowo", 1420 "Maszlaw, Maslawo, Maszlowo", 1476 błędnie "Maszlewo", 1477 "Masslowo", 1487 błędnie "Maskowo", 1530 "Maslovo", 1564 "Maszlouo".
Wieś była początkowo własnością szlachecką należacą do lokalnej szlachty wielkopolskiej z rodu Masłowskich, którzy od nazwy wsi przyjęli odmiejscowe nazwisko, a później także do Pogorzelskich. W 1521 leżała w powiecie kościańskim województwa poznańskiego w Koronie Królestwa Polskiego. W 1510 należała w parafii Wieszczyczyn.
Pierwszy zapis związany ze wsią pochodzi z 1369, z dokumentu, w którym wraz z innymi rycerzami wielkopolskimi odnotowany został Andrzej z Masłowa, którzy zobowiązali się do służby Konradowi II księciu oleśnickiemu. W 1402 wspomniany został Wojciech kmieć z Masłowa. W 1420 wspomniany został Mikołaj kleryk z Masłowa, syn Grzymka z Masłowa, który był w sporze sądowym z Mikołajem Żydówką Pasierbickim o 6 łanów roli w Pasierbicach.
W latach 1398-1406 notowany był natomiast dziedzic wsi Dobrogost Masłowski herbu Wczele, częściej zwany od innych majętności Włościejewskim lub Gieckim, który w latach 1390-1417 był kasztelanem gieckim. W 1420 wspomniano Mikołaja syna Grzymka z Masłowa. W 1425 odnotowano Jarosława i Pawła z Masłowa toczących spór sądowy z Mikołajem klerykiem z Kościana. W 1428 Anna córka Sędziwoja z Uzarzewa żona Jana Pasikonia z Włościejewek toczyła proces z Wojciechem Górskim. Sąd zachował ją przy dokumencie oprawy (łac. "litera donacionis"), jaką miała na całej dziedzinie Masłowo oraz na połowie Wieszczyczyna.
W latach 1449-1476 wspomniano Mikołaja Pasikonia dziedzica Włościejewek, który w latach 1470-1476 był także właścicielem Chlebowa, Masłowa, Wieszczyczyna i Konarskiego. W 1449 dał dziedzicom Czerwonego Kościoła (obecnie to Czerwona Wieś) wieś Masłowo i 400 grzywien, a w zamian otrzymał część wsi Konarskie w powiecie kościańskim. W 1450 zapisał swojej żonie Jadwidze po 250 grzywien posagu i wiana na wsi Wieszczyczyn i połowie Masłowa.
W latach 1487-1514 Wawrzyniec, a w latach 1487-1521 Dobrogost Pasikonie dziedzicami Masłowa i Konarskiego, byli bracia rodzeni oraz niedzielni, którzy prawdopodobnie byli synami Mikołaja Pasikonia. W 1487 odnotowani jako dziedzice Masłowa i Konarskiego. W latach 1488-1489 byli dziedzicami Wieszczyczyna, Chlebowa, Masłowa, Grąbkowa, Śląskowa, Golejewa, Stwolna i Konarskiego. W 1496 Dobrogost Pasikoń z Chlebowa, Masłowa i Konarskiego kupił połowę Gumienic w powiecie pyzdrskim. W 1511 Dobrogost Pogorzelski sprzedał z zastrzeżeniem prawa wykupu bratu Wawrzyńcowi Pasikoniowi z Wieszczyczyna wieś Masłowo za 200 grzywien. W 1514 bracia podzielili się dobrami w wyniku czego Dobrogost otrzymał m. in. Masłowo. W 1521 Dobrogost dał synowi Wawrzyńcowi Pogorzelskiemu m. in. wieś Masłowo.
W latach 1521-1535 dziedzicem Masłowa, Chlebowa, Konarskiego i Wieszczyczyna był Wawrzyniec Pasikoń Pogorzelski, syn Dobrogosta. W 1528 był także dziedzicem wsi Jarosławek w powiecie kościańskim. W 1535 odnotowany został wraz z synem Janem.
Miejscowość odnotowały również historyczne rejestry podatkowe. W 1510 we wsi było 7 łanów osiadłych, karczma oraz dwa łany sołeckie. Pan (łac. "dominus") płacił dziesięcinę w postaci wiardunku plebanowi w Wieszczyczynie oraz biskupowi poznańskiemu. W 1564 dziesięcinę w wiardunku zapłacono z 2,5 łana osiadłego w Masłowie należących do klucza dóbr biskupa poznańskiego w Krobi. W 1530 miał miejsce pobór od 3 łanów. W 1563 pobrano podatki od 9 łanów. W 1564 w Masłowie było 0,5 łanów osiadłych. W latach 1580-1582 miał miejsce pobór z Masłowa, które zapłacił Dobrogost Pogorzelski.
Wskutek II rozbioru Polski w 1793, miejscowość przeszła pod władanie Prus i jak cała Wielkopolska znalazła się w zaborze pruskim. We wsi znajdują się pozostałości cmentarza ewangelicka. W Masłowie działa rzeźbiarz, Benedykt Włodarczak, twórca rzeźb przy kościele w Błażejewie.
W Masłowie znajduje się szkoła podstawowa im. Jana Brzechwy, która posiada status szkoły publicznej – ma ona ponad 100 lat, a także Ochotnicza straż pożarna. Budynek OSP jest połączony z wiejską świetlicą.